# Blei(II)-arsenat
Blei(II)-arsenat ist eine anorganische chemische Verbindung des Bleis aus der Gruppe der Arsenate.

## Vorkommen
Blei(II)-arsenat kommt in komplexen Rohstoffen für die Herstellung von Kupfer, Blei und einer Reihe von Edelmetallen vor. Es wird im metallurgischen Veredelungsprozess in Calciumarsenat und Diarsentrioxid umgewandelt.

## Eigenschaften
Blei(II)-arsenat ist ein weißer Feststoff, der wenig löslich in Wasser ist. Er zersetzt sich bei Erhitzung über 1042 °C, wobei Arsen, Arsenoxide, und Bleiverbindungen entstehen. Er besitzt eine monokline Kristallstruktur mit der Raumgruppe P21/c (Raumgruppen-Nr. 14). Es existiert noch eine Hochtemperaturmodifikation mit der Raumgruppe P63/m (Nr. 176).

## Gewinnung und Darstellung
Bleiarsenat kann durch Reaktion von Blei(II)-acetat oder Bleinitrat mit Natriumarsenat gewonnen werden.
{\displaystyle \mathrm {3\ Pb(NO_{3})_{2}+2\ Na_{3}AsO_{4}\ \longrightarrow \ Pb_{3}(AsO_{4})_{2}\downarrow +\ 6\ NaNO_{3}} }

## Verwendung
Blei(II)-arsenat wurde als Pestizid verwendet.

## Sicherheitshinweise
Blei(II)-arsenat steht auf Grund seiner karzinogenen und reproduktionstoxischen Eigenschaften auf der Liste der besonders besorgniserregenden Stoffe.